# Remigia hexastylus
Remigia hexastylus là một loài bướm đêm trong họ Erebidae.